# Keglevićův palác (Varaždín)
Keglevićův palác (chorvatsky Palača Keglević) se nachází v chorvatském městě Varaždín. Je kulturní památka, která je evidována v katalogu chorvatských kulturních památek pod číslem Z-2943. Stojí na adrese Vladimira Nazora 14.
Stavba má podobu jednopatrového domu s nápadným vstupním portálem, je umístěn v jeho centrální části. Nad ní je umístěn balkon. Ve druhém patře se nachází (v podkroví) další místnosti. Nápadný je také volutový štít. Palác byl již od počátku realizován pro potřeby především bydlení. Jeho uspořádání odpovídá zvyklostem vrcholného baroka, resp. rokoka.
Palác byl přestavěn z staršího (nejspíše biskupského domu) v letech 1774 až 1775 z rozhodnutí Josipa Kegleviće, místního grófa. Stavitelem, který ji zrealizoval, byl Jakov Ebner. Byla realizována záměrně mimo území tehdejšího města, díky tomu tak nevznikl řadový dům ale samostatný objekt, jehož součástí byla rozsáhlá zahrada a dvůr. Dnes se v budově nachází regionální sídlo Chorvatské akademie věd a umění Budova byla v roce 2017 kompletně rekonstruována.